# Nazionale maschile under 21 di calcio della Moldavia
La nazionale di calcio moldava Under-21 è la rappresentativa calcistica Under-21 della Moldavia ed è posta sotto l'egida della FMF. La squadra partecipa alle qualificazioni per il campionato europeo di categoria che si tiene ogni due anni.

## Partecipazioni ai tornei internazionali

### Europeo U-21
Fino al 1991 la Moldavia non aveva una propria nazionale in quanto lo stato moldavo è stato parte integrante prima della Romania (1918 - 1940) e poi nell'Unione Sovietica (1940 - 1991). Quindi fino al 1940 la Moldavia è stata rappresentata dalla Romania; successivamente è stata rappresentata dall'Unione Sovietica. Dopo la dissoluzione dell'Unione Sovietica ogni nazione creò la propria nazionale.
- 1996: Non qualificata
- 1998: Non qualificata
- 2000: Non qualificata
- 2002: Non qualificata
- 2004: Non qualificata
- 2006: Non qualificata
- 2007: Non qualificata
- 2009: Non qualificata
- 2011: Non qualificata
- 2013: Non qualificata
- 2015: Non qualificata
- 2017: Non qualificata
- 2019: Non qualificata